# サンプレックス

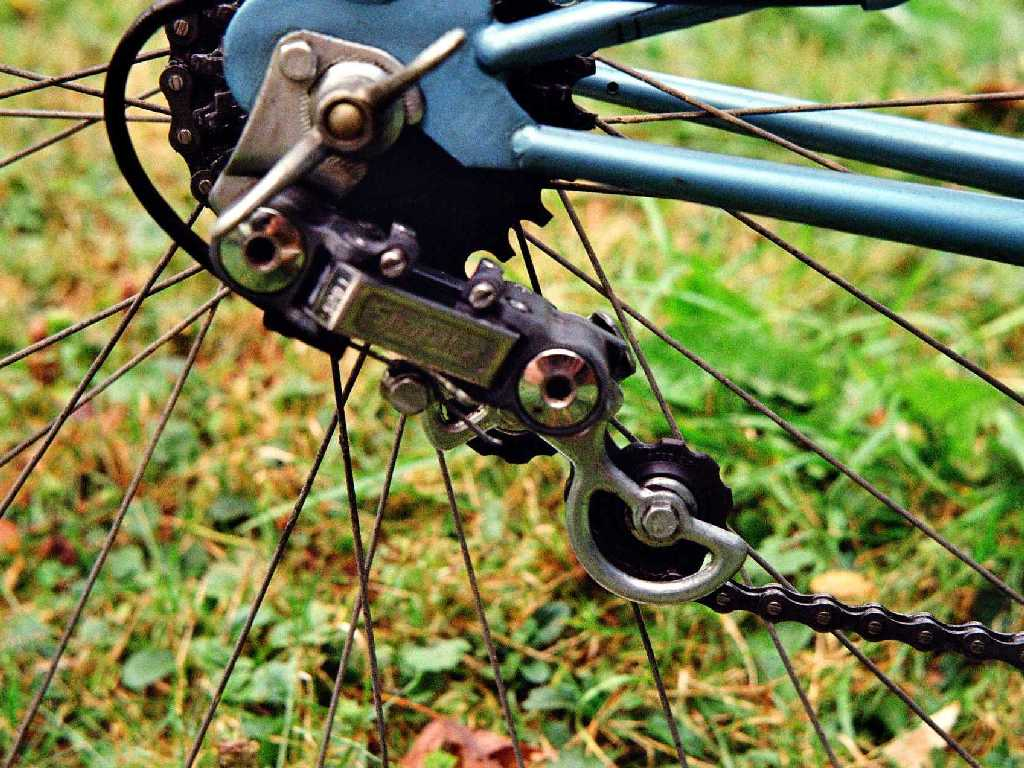
サンプレックス製の縦型パンタグラフ式変速機

サンプレックス (仏: Simplex) は、かつて存在したフランスの自転車用変速機メーカー。
スライドシャフトと弦巻状になった板ばねの竹の子ばねを用いて、ワイヤー1本だけで変速できる初期変速機システムを完成させた。また1949年にファウスト・コッピがツール・ド・フランスとジロ・デ・イタリアのダブル総合優勝を達成するなど数多くのレースで実績を示したが、後発のパンタグラフ式変速機が主流になり劣勢に陥った。ポリアセタール樹脂であるデルリン（Delrin, デュポンの商標）を使った後期の縦型パンタグラフ式変速機プレステージ (Prestige) は有名ではあるが性能面では劣っていた。
主要な製品にはJUY543、レコード (Record)、ツールドフランス (Tour de France)、プレステージ、クリテリウム (Criterium)、SLJなどがある。製品には変速機だけでなく、チェーンリングやシートポスト、クイックシャフト、フリーホイールなどもある。
1980年代に入って変速機の主流が縦型から横型に変わる頃、マヴィックへのOEM提供が見られる程度で市場から姿を消し、1985年に倒産した。
初期のJUY543やレコード60などの変速機は非常に優秀な製品であり、特にレコード60は現在最も高値で取引されるビンテージ品の筆頭で、ネットオークションで1個80万円以上で取引された記録がある。後期のSLJシリーズは日本国内のネットオークションでも高値で取引されることが多く、クイックシャフトやバッジ付きシートポストは、特に高額な取引が記録されている。

## ギャラリー
Simplex
- パンタグラフ式変速機
- フロント変速機
- パンタグラフ式変速機
- シフトレバー

サンプレックスの製品